# Cabra dels Alps
La cabra dels Alps (Capra ibex) és una espècie de cabra que viu a les muntanyes dels Alps europeus. Presenta dimorfisme sexual entre els mascles, que tenen banyes més grans i corbes, i les femelles. El color del pèl acostuma a ser d'un color gris marronós. Les cabres dels Alps acostumen a viure en terrenys escarpats i escabrosos per sobre de l'estatge nival. Són animals socials, malgrat que els mascles adults i les femelles viuen separats durant la major part de l'any, i només s'ajunten per aparellar-se. Existeixen quatre tipus diferents de grups; de mascles adults, grups de cries femelles, d'animals joves i grups amb els sexes barrejats. Durant l'època de zel, els mascles lluiten per les femelles utilitzant les seves banyes llargues agonísticament.
Després d'haver estat extirpada de la major part de llocs on vivia durant el segle xix, la cabra dels Alps es va reintroduir a parts de la seva distribució històrica. Tots els exemplars vivents són descendents de la ramaderia del Parc nacional del Gran Paradiso al nord-oest d'Itàlia i de la vall francesa de Mauriena, que avui dia forma part del Parc nacional de la Vanoise. Aquests dos parcs nacionals estan connectats i es van crear específicament perquè prosperessin les cabres dels Alps. La cabra dels Alps és el símbol de tots dos parcs nacionals. Actualment, l'espècie està classificada en risc mínim segons la Unió Internacional per a la Conservació de la Natura (UICN).

## Taxonomia i filogènesi
La cabra dels Alps va ser descrita per primer cop per Carl von Linné el 1758. Està classificada dins del gènere Capra (en català, ‘cabra’) amb set altres espècies de cabra com a mínim. Tant el gènere Capra com Ovis (ovelles) són descendents d'un animal semblant a un gòral que visqué durant el Miocè i a principis del Pliocè. Es van trobar els fòssils d'aquest animal a Kenya, la Xina i Eslovènia. El gènere Tossunnoria apareix a la Xina durant el Miocè tardà, i sembla trobar-se entre els gòrals i les cabres. Els fòssils de la cabra dels Alps daten del Plistocè tardà, quan aquesta espècie, juntament amb la cabra salvatge ibèrica, va evolucionar de l'espècie extinta del Plistocè Capra camburgensis. Els íbexs de Núbia (C. nubiana), d'Etiòpia (C. walie) i de Sibèria (C. sibirica) de vegades es consideren subespècies de la cabra dels Alps, donant el nom trinomial de C. i. ibex a les poblacions dels Alps.